# Altamont (Kansas)
Altamont é uma cidade localizada no estado americano de Kansas, no Condado de Labette.

## Demografia
Segundo o censo americano de 2000, a sua população era de 1092 habitantes. 
Em 2006, foi estimada uma população de 1064, um decréscimo de 28 (-2.6%).

## Geografia
De acordo com o United States Census Bureau tem uma área de 
4,2 km², dos quais 4,2 km² cobertos por terra e 0,0 km² cobertos por água.

## Localidades na vizinhança
O diagrama seguinte representa as localidades num raio de 20 km ao redor de Altamont. 